# Rakhine
Rakhine, tidigare Arakan, är en delstat i västra Myanmar. Den ligger väster om Arakanbergen vid Bengaliska viken och gränsar i nordväst till Bangladesh. Antalet invånare 2014 var  3 118 807. Arean är 36 778 kvadratkilometer.
Regionen är platsen för en etnisk konflikt angående folkgruppen rohingyer.

## Administrativ indelning
Rakhine delas in i fem distrikt och 17 städer, där distrikten utgörs av:
- Sittwe District
- Mrauk U District
- Maungdaw District
- Kyaunkpyu District
- Thandwe District

De större städerna återfinns längs kusten och utgörs av: Sittwe, Kyaukpyu, Sandoway och  Taungup. Utöver dessa finns även följande städer:
- Kyaukpyu
- Manaung
- Rambye
- An
- Pauktaw
- Ponnagyun
- Rathedaung
- Gwa
- Thandwe
- Buthidaung
- Maungdaw
- Kyauktaw
- Minbya
- Myebon
- Mrauk-U

### Anmärkningslista
1. ↑  Engelska: Townships